# Озябликово
Озя́бликово — деревня в Вачском районе Нижегородской области. Входит в состав Арефинского сельсовета.

## История
Деревня впервые упомянута в писцовых книгах 1628-30 годов в числе вотчинных деревень боярина Ивана Никитича Романова, в ней было 53 двора крестьянских и 6 дворов пустых. В окладных книгах Рязанской епархии 1676 года деревня значится в составе Зяблицкого прихода, в ней было 44 дворов крестьянских и 9 бобыльских.
В конце XIX — начале XX века деревня входила в состав Арефинской волости Муромского уезда Владимирской губернии. В 1859 году в деревне числилось 97 дворов, в 1905 году — 142 дворов, в 1926 году — 182 дворов.
С 1929 года деревня являлась центром Озябликовского сельсовета Вачского района Горьковского края, с 1931 года — в составе Арефинского сельсовета, с 1936 года — в составе Горьковской области.

## Население
| 1859 | 1897 | 1905 | 1926 | 1999 | 2002 | 2010 |
| ---- | ---- | ---- | ---- | ---- | ---- | ---- |
| 814  | ↘698 | ↗785 | ↗824 | ↘342 | ↘268 | ↗320 |

## Источник
1. 1 2 3  Всероссийская перепись населения 2010 года. Численность и размещение населения Нижегородской области
2. ↑  Населённые пункты Вачского района (недоступная ссылка — история).
3. ↑  Историко-статистическое описание церквей и приходов Владимирской епархии : Вып. 2-4 / сост. В. Добронравов. Вып. 4: Меленковский, Муромский, Покровский и Судогодский уезды. - 1897. Дата обращения: 12 декабря 2018. Архивировано 9 мая 2018 года.
4. ↑  Списки населённых мест Российской империи. VI. Владимирская губерния. По сведениям 1859 года / Обработано ст. ред. М. Раевским. — Центральный статистический комитет министерства внутренних дел. — СПб., 1863. — 283 с.
5. ↑  Список населённых мест Владимирской губернии. — Центральный статистический комитет министерства внутренних дел. — Владимир, 1907. Архивировано 13 июня 2021 года.
6. ↑  Предварительные итоги переписи по Владимирской губернии. Выпуск 2-й // Всесоюзная перепись населения 1926 года / Владимирский губернский статистический отдел. — Владимир, 1927. Архивировано 30 марта 2019 года.
7. ↑  Списки населённых мест Российской империи. VI. Владимирская губерния. По сведениям 1859 года — СПб.: Центральный статистический комитет, 1863. — 283 с.
8. ↑  Населенные места Российской империи в 500 и более жителей с указанием всего наличного в них населения и числа жителей преобладающих вероисповеданий по данным первой всеобщей переписи населения 1897 г.: под ред. Н. А. Тройницкого — СПб.: 1905. — 270 с.
9. ↑  Список населённых мест Владимирской губернии — Владимир: 1907.
10. ↑  Всесоюзная перепись населения 1926 года — Владимир: 1927.
11. ↑  Приложение к постановлению  Законодательного Собрания Нижегородской области от 17 июня 1999 года № 184